# Luisenthal (Völklingen)
Luisenthal ist ein Ortsteil der Stadt Völklingen im Regionalverband Saarbrücken.

## Geographie
Luisenthal liegt im Saartal östlich von Völklingen an der B 51 zwischen der Innenstadt und der Landeshauptstadt Saarbrücken. Durch den Ort verläuft auch die Bahnstrecke Saarbrücken–Trier, an der der Bahnhof Luisenthal (Saar) gelegen ist. Bis heute ist der Ortsteil geprägt vom Bergbau und seinen Hinterlassenschaften wie etwa Industriebrachen und Halden.

## Geschichte
Im Jahr 1606 ließ Peter Ernst Freiherr von Kriechingen-Püttlingen am Oberlauf des Frammersbaches einen Hof anlegen, den er nach sich selbst „Ernstthal“ nannte. Das Hofgut ging im Dreißigjährigen Krieg unter. 
Neu gegründet wurde es erst wieder im Jahre 1717, als die Witwe des Grafen Friedrich-Ulrich von Ostfriesland und Kriechingen, Marie Charlotte von Ostfriesland, den Hof mit Genehmigung des französischen Königs Ludwig XV. für ihre Tochter wieder aufbaute. Dabei wurde der neu erbaute Hof nach dem damals siebenjährigen Mädchen Christine Louise von Ostfriesland „Louisenthal“ genannt. Christine Louise heiratete im Alter von 16 Jahren am 14. August 1726 den Grafen Johann Ludwig Adolf von Wied-Runkel. Das Paar wohnte nach der Hochzeit in der Residenz des Grafen in Diersdorf bei Selters im Westerwald. Christine Louise brachte in die Ehe die Grafschaft Kriechingen mit der Reichsherrschaft Saarwellingen und den Herrschaften Püttlingen und Rollingen ein. Im Jahr 1732 gebar Christine Louise einen Sohn, ihr viertes Kind, nach dessen Geburt sie 10 Tage später am 12. Mai 1732 im Kindbett starb. Das Kind wurde zum Gedächtnis des Namens seiner Mutter auf den Namen Christian Ludwig (* 2. Mai 1732; † 31. Oktober 1791) getauft. Christine Louises Ehemann Johann Ludwig Adolf verlegte im Jahr 1760 seinen Regierungssitz nach Runkel an der Lahn und verstarb dort nach mehreren Schlaganfällen im Jahr 1762. 
Zwei Jahre später, im Jahr 1764, kaufte ein Grenadierhauptmann aus Saarlouis namens Jean Baptist François de Lasalle das Hofgut für 170.000 Livres. Daraufhin nannte er sich fortan de Lasalle de Louisenthal. Die Familie de Lasalle war im Zusammenhang mit dem Bau der Festungsstadt Saarlouis aus dem französischen Languedoc nach Lothringen gekommen.
Um diese Zeit war der Name des Hofgutes Louisental auch auf das nahegelegene kleine Dorf Rockenhausen übergegangen. So kann man in einem Landtauschvertrag aus dem Jahr 1766 zwischen dem Saarbrücker Fürsten Wilhelm-Heinrich und dem französischen König Ludwig XV. lesen, dass der französische Herrscher seine Ansprüche auf das kleine Dorf Louisenthal, vormals Rockenhausen genannt, aufgab. Im Jahr 1800 zählte Louisenthal 5 Häuser mit sieben Haushaltungen. Im Jahr 1815/18 wird Rockenhausen auf der Tranchot-Karte nun als „Rockershausen oder Louisenthal“ benannt. Eine Statistik aus dem Jahr 1828 benennt den Ort ebenfalls mit zwei Ortsnamen und zählt zehn Feuerstellen mit 41 Einwohnern. 
Um diese Zeit gründete Louis Vopelius in der Nähe am Lumpenberg eine Glashütte, die sogenannte „Louisenthaler Hütte“. Bis dahin hatte sich alles dörfliche und gutshöfische Leben westlich des Frammersbaches abgespielt, einen Gebiet, das auf Püttlinger Bahn lag. Im Jahr 1857 hingegen wurde der Betrieb der Glashütte größtenteils auf die andere Seite des Frammersbaches ins damalige Obervölklingen verlegt. Damit wanderte der Name der „Louisenthaler Hütte“ auf das westliche Ufer des Frammersbaches und Obervölklingen nahm den Namen Louisental an. Bereits für das Jahr 1859 ist dies belegt. Rockernhausen/Rockershausen nahm seinen alten Namen wieder an und Louisenthal sowie Obervölklingen wurden im Sprachgebrauch zwar noch nebeneinander benutzt, aber amtlich heißt der Völklinger Stadtteil heute Luisenthal.
In der Mitte des 18. Jahrhunderts wurden mehrere Stollen angehauen. Durch das Wachstum der neuen Bergwerke siedelten sich viele Bergarbeiter im Stadtteil an. 1857 entstand außerdem eine Glashütte nahe dem ein Jahr später eröffneten Bahnhof, die allerdings 1872 den Betrieb wieder einstellte. 1899 entstand dann die Grube Luisenthal. Schacht Richard I wurde in der Nähe des Bahnhofs abgeteuft. In den folgenden Jahrzehnten wuchs die Bevölkerung durch den Bergbau stark an.
Während des Völkerbund-Mandats über das Saargebiet (1920–1935) bestand in Luisenthal eine Domanialschule.
1957 erhielt der Ort dann den alten Namen "Luisenthal" offiziell wieder zurück. 1961 zählte der Ortsteil 3116 Einwohner. Am 7. Februar 1962 macht Luisenthal wegen eines schweren Grubenunglücks bundesweit Schlagzeilen. Bei einer Schlagwetterexplosion und mehreren Kohlenstaubexplosionen in der Grube Luisenthal starben 299 Bergleute.
1974 sollte Luisenthal im Zuge der Gebiets- und Verwaltungsreform im Saarland an Saarbrücken angegliedert werden, eine Befragung der Bevölkerung ergab jedoch mit 98,6 % eine überwältigende Mehrheit für den Verbleib bei Völklingen.
1995 wurde die Kohleförderung in Luisenthal eingestellt, 2006 dann die Zeche stillgelegt. Seither nimmt die Wohnbevölkerung stetig ab. 2011 lebten noch 1693 Menschen im Stadtteil.

## Wirtschaft
Heute ist die Schweißdraht Luisenthal GmbH, die der Saarstahl-Gruppe zugehörig ist, einer der größten Arbeitgeber im Stadtteil.